# Чужестранец (альбом)
«Чужестранец» — двадцать первый музыкальный альбом, записанный рок-группой «Пикник».

## Об альбоме
Альбом вышел 9 сентября 2014 года. С 21 июля 2014 года была запущена возможность предзаказа альбома и песен с него по отдельности на платформе iTunes. По результатам первой недели предзаказа альбом «Чужестранец» возглавил топ предзаказов этой платформы в категории «Рок», обогнав альбомы группы «Ленинград» «Ленинград. Лучшее!» и Земфиры «Прости меня моя любовь». Первые два места в топе предзаказов заняли композиции «Кем бы ты ни был» и «Азбука Морзе» соответственно, а сам альбом вошёл в десятку бестселлеров в России.
Песня «Азбука Морзе» впервые вышла в сборнике, посвящённом одноимённому концертному туру, прошедшему с осени 2013 по весну 2014 годы.
На песню «Чужестранец» был снят видеоклип, опубликованный на YouTube 10 января 2015 года. Выпуск клипа должен был состояться ещё в сентябре 2014, однако из-за приготовлений к туру работы были приостановлены и возобновились в октябре.

## Список композиций
| №   | Название                    | Длительность |
| --- | --------------------------- | ------------ |
| 1.  | «Кем бы ты ни был»          | 3:52         |
| 2.  | «Чужестранец»               | 3:57         |
| 3.  | «Потерянный»                | 3:55         |
| 4.  | «Азбука Морзе»              | 4:17         |
| 5.  | «Мотылек»                   | 4:12         |
| 6.  | «Песня эмигранта»           | 3:10         |
| 7.  | «Танго „Чёрная каракатица“» | 4:34         |
| 8.  | «Бетховен»                  | 3:27         |
| 9.  | «Вот и я не иду до конца»   | 4:09         |
| 10. | «Письмо (неотправленное)»   | 4:19         |

## Участники записи
- Эдмунд Шклярский — вокал, гитары, аранжировки, автор;
- Марат Корчемный — бас-гитара;
- Станислав Шклярский — клавишные, синтезатор;
- Леонид Кирнос — ударные.